# Mikołaj Bogdanowicz
Mikołaj Bogdanowicz (ur. 4 lutego 1981 w Inowrocławiu) – polski polityk i samorządowiec, w latach 2015–2023 wojewoda kujawsko-pomorski, od 2024 burmistrz Kruszwicy.

## Życiorys
Absolwent marketingu i zarządzania na Uniwersytecie Mikołaja Kopernika w Toruniu. Odbył studia podyplomowe menedżerskie oraz z zakresu ochrony środowiska. Pracował w przedsiębiorstwie „Solanki” Uzdrowisko Inowrocław, a także w urzędzie miejskim w Kruszwicy. Później był prezesem Przedsiębiorstwa Komunalnego „Gniewkowo” w Gniewkowie. W 2011 objął stanowisko zastępcy burmistrza Kruszwicy.
Zaangażował się w działalność polityczną w ramach Prawa i Sprawiedliwości. Od 2006 do 2010 był radnym powiatu inowrocławskiego. Ponownie wybrany w 2014, zrezygnował z objęcia mandatu z uwagi na niepołączalność funkcji radnego i wiceburmistrza. W latach 2015–2023 piastował urząd wojewody kujawsko-pomorskiego. W 2019 i 2023 bezskutecznie kandydował do Senatu. W 2024 został natomiast wybrany na urząd burmistrza Kruszwicy.

## Odznaczenia
- Krzyż Kawalerski Orderu Odrodzenia Polski (2024)[7][8]
- Srebrna Odznaka „Zasłużony dla Ochrony Przeciwpożarowej” (2021)[9]
- Brązowa Odznaka „Zasłużony dla Ochrony Przeciwpożarowej” (2016)[10]
- Odznaka „Zasłużony dla Krajowej Administracji Skarbowej” (2020)[11]

## Życie prywatne
Jest żonaty, ma trzech synów.